# Perutz-Photowerke
Die Perutz-Photowerke GmbH in München, zuvor Otto Perutz Trockenplattenfabrik GmbH, waren ein Unternehmen der fotochemischen Industrie, das von 1880 an zunächst Fotoplatten und später Filme herstellte. 1964 wurde das Unternehmen von der Agfa AG übernommen.

## Geschichte

### Gründung
Der Chemiker Otto Perutz (1847–1922) erwarb am 13. April 1880 die Chemische und pharmaceutische Produktenhandlung Dr. F. Schnitzer & Co. in der St.-Anna-Straße 9 in München. Dort kauften die damaligen Lichtbildner (Fotografen) die Chemikalien, aus denen sie kurz vor der Aufnahme ihre nassen Kollodiumplatten gossen. Zu den Fotomaterialien im Sortiment zählten Glasplatten, Kollodium, Höllenstein, Jodkali und Cyankali.
Neben dem Verkauf der Chemikalien begann Perutz zunächst in kleinem Umfang mit der Herstellung von Bromsilber-Gelatine-Trockenplatten nach dem Rezept von Johann Baptist Obernetter (1840–1887), der ein Fotoatelier in München besaß. Diese Trockenplatten waren verpackbar, leicht transportabel und einige Tage haltbar. Hermann Wilhelm Vogel (1834–1898) entwickelte die Bromsilberemulsion weiter. Durch den Zusatz von Farbstoffen (Azalin, Eosin) erreichte er eine tonwertrichtige Wiedergabe der Farben in den Graustufen des Fotos. Unter anderem wurde die Blauempfindlichkeit herabgesetzt.
Im Jahr 1882 nahm die Firma Otto Perutz in der Müllerstraße eine echte Fabrikation von Trockenplatten auf. Die erste Firmenbezeichnung lautete Trockenplattenfabrik für photographische Zwecke. Die Vogel-Obernetter-Silber-Eosin-Platte stellte einen Fortschritt dar: Sie war nicht nur bequemer zu verwenden, sondern lieferte auch bessere Ergebnisse. Sie gilt als Urtyp der orthochromatischen (das heißt: bis auf Rot farbtonrichtigen) Fotoplatten. Wegen steigender Nachfrage zog der kleine Betrieb in ein größeres Gebäude in der Dachauer Straße 50 um.
Fortschritte bei der Herstellung verlängerten die Haltbarkeit der Trockenplatten um Wochen, Monate und schließlich Jahre. Bereits 1897 war eine Haltbarkeit von fünf Jahren erreicht.
1888 wurden erstmals Chlorsilber-Emulsions-Platten hergestellt, die sich zur Herstellung von Diapositiven eigneten (damals Laternenbilder genannt).
1892 lieferte Otto Perutz neben den lichtempfindlich beschichteten Glasplatten erstmals auch Planfilme auf Zelluloid-Grundlage. George Eastman hatte 1884 erstmals Papier als Basis von Rollfilmen benutzt, Hannibal Goodwin aus Newark hatte 1887 glasklare Folien aus Zelluloid hergestellt. Frühere Versuche mit gehärteten Gelatinefolien als Schichtträger (Emulsionshäute) hatten das Problem ergeben, dass die Gelatine in den Entwicklungsbädern weich wurde und sich ausdehnte.
Auch nach dem Tod Hermann Wilhelm Vogels blieb die Zusammenarbeit zwischen der Forschung in der Berlin und der industriellen Fertigung in München erhalten. Durch die Arbeit von Adolf Miethe (1862–1927) und Arthur Traube (1878–1948) am Chemischen Institut der Technischen Hochschule Berlin entstanden im Jahr 1900 zwei neue Produkte: Die Perorto-Platte, damals als orthochromatische Momentplatte bezeichnet, mit gesteigerter Empfindlichkeit, und die Perchromo-Platte, die nach Blau, Gelb und grün auch Rot tonwertrichtig wiedergab. Mit dem Zusatz von Chinolinrot zu dem schleierbildenden Azofarbstoff Methylrot durch Miethe und Traube gelang die Herstellung der dauerhaften und lichthoffreien Perchromo-Platte mit einer bis dahin unerreichten Rot-Empfindlichkeit bis zum hellen Kirschrot. Ihre Weiterentwicklung zur Perchromo-B ergab später eine Empfindlichkeitssteigerung für den gesamten sichtbaren Rotbereich.

### Eigentümerwechsel
Am 1. Juni 1897 erwarb Fritz Engelhorn, der Sohn des BASF-Gründers Friedrich Engelhorn, die Firma Otto Perutz, behielt den Firmennamen aber bei.
1904 wechselte Arthur Traube von der Forschung in die Praxis, zog von Berlin nach München um und wurde technischer Leiter der Perutz-Fabrikation. Zu dieser Zeit entstand die Perorto-Grünsiegel-Platte, die später als Grünsiegel-Film zum endgültigen Durchbruch des Films anstelle der Platte führte.
Ernst von Oven (1872–1941), der 1910 als technischer Direktor in das Unternehmen kam, führte eine moderne Fabrikation mit genau kontrollierten Herstellungsprozessen ein. Auf ihn gehen die ersten modernen Prüfmethoden zurück. Um schädliche Auswirkungen der innerstädtischen Luftverschmutzung auf die Produktqualität zu vermeiden, initiierte er den Umzug der Fabrik auf das Sendlinger Oberfeld außerhalb der Stadt. Die neue Anlage in der Kistlerhofstraße 75 nahm 1919 ihren Betrieb auf.
Das Problem des Lichthofs in der Fotografie löste Ernst von Oven mit Braunstein, einem undurchsichtigen Unterguss aus Gelatine, die mit dunkelbraunem Mangandioxid eingefärbt war. Dadurch wurden Lichtstrahlen zwischen Emulsion und Schichtträger nicht mehr reflektiert. Der Braunstein wurde im Fixierbad aus dem Negativ herausgelöst.
1913 begann das Werk mit der Produktion perforierter Kinefilme.
Zur Luftaufklärung im Ersten Weltkrieg entwickelte Perutz eine Spezial-Flieger-Platte mit hoher Empfindlichkeit, feinem Korn und großem Kontrastumfang. Ihre Nachfolgerin, die Tele-Platte, ergab auch bei Bodendunst noch kontrastreiche Negative. Der Perutz-Fliegerfilm (etwa ab 1914 produziert) galt als feinkörnigster und empfindlichster Film seiner Zeit.

### Filmfabrik Obersendling

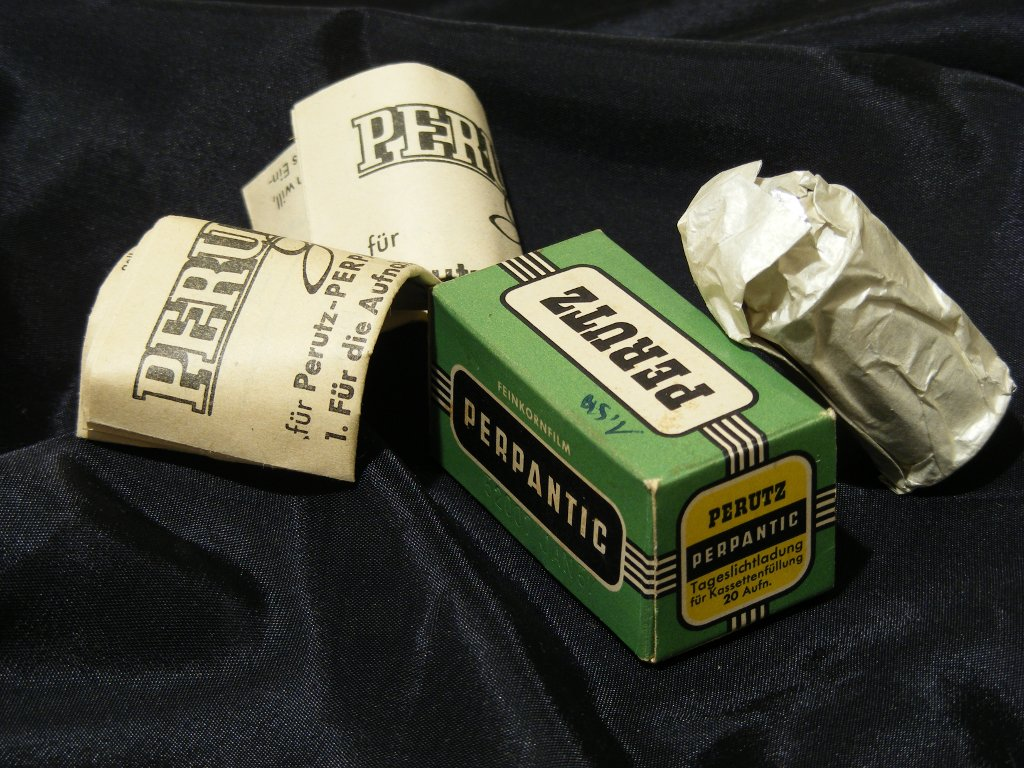
SW-Kleinbildfilm Perpantic von 1957

Das neue Werk in Obersendling wurde 1922/23 durch eine Filmfabrik ergänzt, die als erstes Erzeugnis den Perutz-Grünsiegel-Rollfilm produzierte. Er wurde rasch zum Standardfilm, besonders für die Landschaftsfotografie. Für Kleinbildkameras wie die Leica gab es perforierte 35-Millimeter-Filme bald auch als so genannte Tageslichtfüllung in 1,65 Meter Länge mit einem losen Vorspann aus Papier, ab 1931 mit fortlaufender Nummerierung der Bilder. Die Leica erforderte jedoch ein neues Filmformat, da die zunächst verwendeten Abschnitte von Kinefilm mit ihrer relativ groben Struktur nicht auf die Erfordernisse der Kleinbildfotografie abgestimmt waren. Kurz nach dem Erscheinen der Leica kam der erste Leica-Film auf den Markt: Der Perutz-Leica-Spezialfilm wurde einige Jahre später als Perutz-Feinkornfilm-Antihalo bekannt. Bei dieser Typenbezeichnung wurde erstmals der Begriff Feinkorn verwendet.
1929/30 kamen weicher arbeitende Emulsionen unter dem Namen Persenso auf den Markt. 1933 wurde die Rotempfindlichkeit weiter verbessert: Der Rectepan- oder Perpantic-Film war der erste panchromatische Feinkornfilm überhaupt. 1937 kam ein dünnschichtiger Feinstkornfilm (Pergrano) auf den Markt, der als Spezialfilm für scharfe Negative ein höheres Auflösungsvermögen aufwies.
Im Zweiten Weltkrieg wurde die Perutz-Fabrik in der Nacht vom 6. zum 7. September 1943 bei einem Fliegerangriff zum größten Teil zerstört. Teile der Produktionsanlage und wissenschaftliche Unterlagen blieben jedoch erhalten. So konnte weiterhin Fliegerfilm hergestellt werden.
Als einziger Kinefilm-Hersteller in der amerikanischen Zone erhielt Perutz 1945 Sonderkredite, um die Rohfilmfertigung wieder aufzubauen. Ein Jahr später wurde wieder Kinefilm an die Bavaria-Filmstudios ausgeliefert. 1949 errichtete Perutz ein neues Verwaltungsgebäude. Es war der erste Industrie-Neubau in München nach dem Zweiten Weltkrieg.

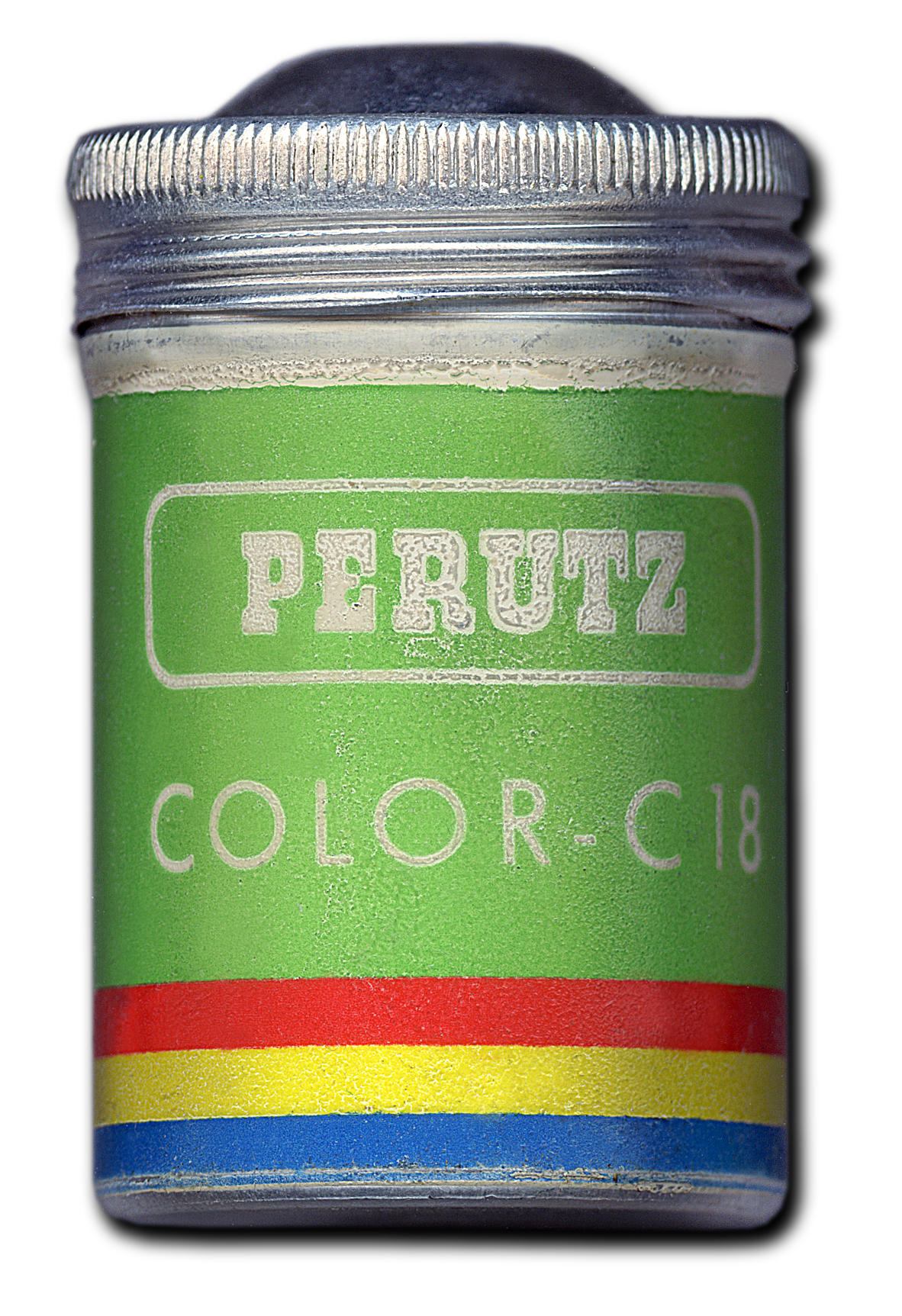
Filmdose für den Tageslicht-Farbfim Perutz C 18 (18 DIN) vor 1964.

In den 1950er Jahren expandierte das Unternehmen, unter anderem übernahm es 1953 die Photochemische Fabrik CAWO in Schrobenhausen. 1956 erwarb Perutz weitere Grundstücke in Obersendling und begann mit dem Bau neuer Gebäude. Die Übernahme der Firma Fota mit Erfahrung im Farbfilmgeschäft bildete 1957 den Grundstein für die Herstellung des ersten Perutz-Farbfilms. Der Diafilm Perutz-Color C 18 wurde 1958 auf der Messe photokina vorgestellt, jedoch erst im folgenden Jahr an den Handel ausgeliefert. Der Film kostete einschließlich Entwicklung 13,50 DM. Zur Entwicklung wurde im Werk ein eigener Entwicklungsdienst aufgebaut.
Die Zahl der Beschäftigten stieg von 1946 bis 1954 von 100 auf 450. Im Jahr 1961 stieg die Mitarbeiterzahl von 1670 auf 1820.

### Übernahme durch Agfa
Alleingesellschafter Boehringer suchte 1961 einen starken Partner für Perutz. Nach Verhandlungen mit verschiedenen Unternehmen kam es zu einer Einigung mit den Farbenfabriken Bayer: 50 % der Anteile gingen sofort an Bayer, weitere 50 % sollten im Zuge einer europäischen Fusion der Fotoindustrie folgen. Das Stammkapital wurde von 12 auf 24 Millionen Deutsche Mark erhöht. Bayer erwarb seinen Anteil an Perutz über einen Aktientausch mit Boehringer.
1964 gingen die Perutz-Photowerke München-Obersendling in der Agfa-Gevaert AG auf, die den Markennamen Perutz für eigene Produkte weiter verwendete.
Nach der Übernahme durch Agfa wurde in Obersendling 1965 eine Magnetbandfertigung aufgebaut. Dort wurden Tonbänder und Tonbandcassetten produziert, von 1968 an auch Video- und Computerbänder in der ehemaligen Rohfilmfabrik. Die Erfahrungen mit der Technik der Beschichtung von Filmen ermöglichten die Konstruktion neuer Magnetband-Gießmaschinen.
1991 übertrug Agfa sein Magnetbandgeschäft auf BASF. Deren Tochterunternehmen BASF Magnetics GmbH übernahm die Werksgebäude in Obersendling. Agfa-Gevaert bot die Gebäude des alten Perutz-Werks zum Kauf an. 1997 wurde die BASF Magnetics GmbH an den koreanischen Folien- und Faserhersteller KOHAP Inc. verkauft, der die Gesellschaft in Emtec Magnetics umfirmierte und 1998 an eine Investorengruppe weiterveräußerte.
Als letzter Teil der alten Perutz-Photowerke wurde 1994 die Filmfabrik geschlossen. Sie hatte zuletzt nur noch Planfilme konfektioniert.

## Spezielle Produktgebiete
1896 stellte Perutz die ersten X-Platten für die Röntgenfotografie her. Nach dem Ersten Weltkrieg erforschte das Unternehmen in einem speziellen Laboratorium die Röntgenfotografie. 1927 kamen kontrastreichere, doppelseitig begossene Röntgenfilme auf den Markt.
1932 erschien ein Sortiment von Spezialplatten für die Reproduktionsfotografie, die Perutz Graphischen Platten in vier Gradationen.

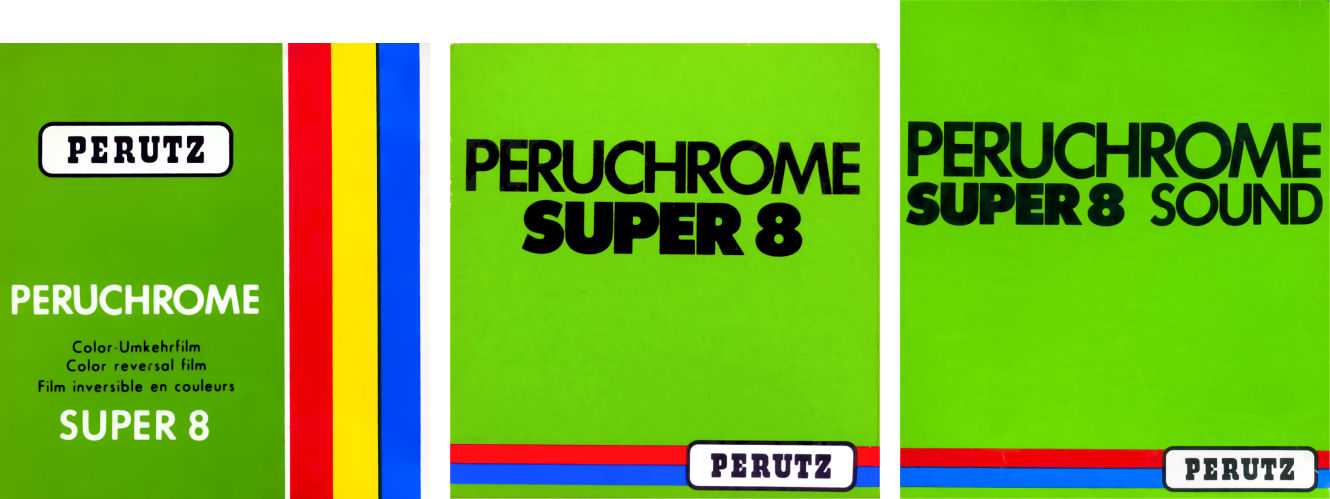
Die grüne Farbe der Filmschachteln (hier für Super-8-Filme) war für Perutz-Produkte typisch.

Perforierte Kino-Normalfilme (Kinefilme) mit 35 Millimeter Breite wurden ab 1913 produziert. 1925 erschien der extrem feinkörnige und lichthofgeschützte Spezial-Fliegerfilm-Antihalo und 1932 der richtig panchromatische Rectepan-Film, Letzterer ab 1933 auch als Umkehr-Schmalfilm in den Formaten 16 Millimeter, 9,5 Millimeter und 8 Millimeter. In den ersten zehn Jahren nach dem Zweiten Weltkrieg wurden ein Drittel aller im Bundesgebiet gedrehten Spielfilme auf Perutz-Kinefilm hergestellt, der Anteil an den Wochenschauen lag bei 60 Prozent.
Eine große Bedeutung erlangten Perutz-Filme beim Fernsehen. Sie waren als 16-mm-Schwarzweiß-Umkehrfilme das Standard-Filmmaterial für Nachrichtenfilme und Dokumentarfilme seit Anfang der 1950er Jahre bis zur Einführung des Farbfernsehens Ende der 1960er Jahre.
Die grüne Farbe der Filmschachtel erklärte das Unternehmen mit der besonders hohen Gelb-Grün-Empfindlichkeit der ersten panchromatischen Emulsionen. Diese Eigenschaft wurde in der Werbung als Grünsiegel bezeichnet.